# نادي غوانابارا
نادي غوانابارا الرياضي (Guanabara Esporte Clube) هو فريق كرة قدم برازيلي من مدينة أرارواما، ولاية ريو دي جانيرو. تأسس النادي في 25 مايو 2004.